# La Mort de Priam (Lefebvre)
Pour les articles homonymes, voir La Mort de Priam.
La Mort de Priam est une huile sur toile du peintre français Jules Lefebvre (1834-1912). Réalisée en 1861, elle mesure 114 cm de largeur et 146 cm de hauteur. Cette œuvre qui est conservée à l'École nationale supérieure des beaux-arts de Paris (sous le n° d'inventaire PRP 111) a permis à son auteur de remporter le prix de Rome en 1861.

## Description
Cette œuvre académique représente un épisode de la Guerre de Troie décrit par Virgile dans L'Énéide (II, 506-558) : La ville de Troie est en proie aux flammes sous l'assaut des Grecs. Pyrrhus (ou Néoptolème) debout, montrant son profil droit, lève la main droite pour frapper d'un coup de glaive le vieillard Priam, roi de Troie, allongé à ses pieds et offrant sa poitrine décharnée. Néoptolème est coiffé d'un casque et vêtu d'une courte tunique avec une cuirasse et un manteau pourpre flottant sur l'épaule gauche. Des morts jonchent le sol, dont Politès à gauche, que Pyrrhus vient de tuer alors qu'il cherchait refuge près de l'autel sacré qu'on distingue au fond, au pied duquel ses parents s'étaient assis. Au fond, des habitants tentent de fuir, tandis qu'à droite Hécube jette un regard d'effroi sur la scène.

## Expositions
- États-Unis, 1984-1985 : The Grand Prix de Rome, 1797-1863, Académie américaine des beaux-arts, New York, janvier-mars 1984, The Virginia Museum of Fine Arts, Richmond, avril-mai 1984, Indianapolis Museum of Art, Indianapolis, juillet-août 1984, The Walter Art Gallery, Baltimore, septembre-octobre 1984, Phoenix Art Museum, Phoenix, novembre 1984-janvier 1985, The Society of the Four Arts, Palm Beach, février-mars 1985, San Antonio Museum of Art, San Antonio, avril-juin 1985, New Orleans Museum of Art, La Nouvelle-Orléans, juillet-septembre 1985.
- Japon, 1989, Le Prix de Rome de peinture, Tokyo, musée d'art de Shoto
- France, États-Unis, 2004-2006, Dieux et mortels : les thèmes homériques dans les collections de l'École nationale supérieure des beaux-arts de Paris : École nationale supérieure des beaux-arts, Paris, 21 septembre-28 novembre 2004, Princeton university art museum, Princeton, États-Unis, 8 octobre 2005-15 janvier 2006, Dahesh museum, New York, États-Unis, octobre 2005-janvier 2006.
- France, 2012, La Dernière nuit de Troie, violence et classicisme dans l'art européen du XIXe siècle, musée des beaux-arts d'Angers, 25 mai-12 septembre 2012
- Chine, 2014-2015, musée d'art de Chine, Pékin, 30 octobre 2014 - avril 2015[1].